# Битва на реке Ик (1682)
Битва на реке Ик — сражение между башкирскими повстанцами под командованием Сеита Ягафарова против правительственных войск Русского царства.

## Предыстория и место битвы
В середине мая 1682 года было решено направить против повстанцев войско, состоящее из московских и городовых дворян, конных и пеших полков нового строя, с пушками. Во главе этих сил должен был встать казанский воевода П. В. Шереметьев (Меньшой), а его товарищами назначены посланные из Москвы окольничий князь Д. А. Барятинский и стольник князь П. И. Барятинский. Для поднятия духа власти использовали религиозные средства. 11 июня 1682 года «Государе и царевна Софья провожали в Казань образы и знамения пресвятой Богородицы».

## Ход событий
В начале июня на реке Ик состоялось ожесточённое сражение. В ходе сражения был ранен предводитель восстания Сеит Ягафаров. Сражение закончилось безрезультатно для обеих сторон, обе стороны понесли большие потери.